# Pavona bipartita
Pavona bipartita là một loài san hô trong họ Agariciidae. Loài này được Nemenzo mô tả khoa học năm 1980.

## Hình ảnh

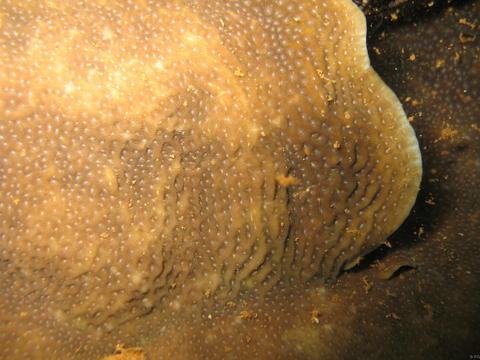
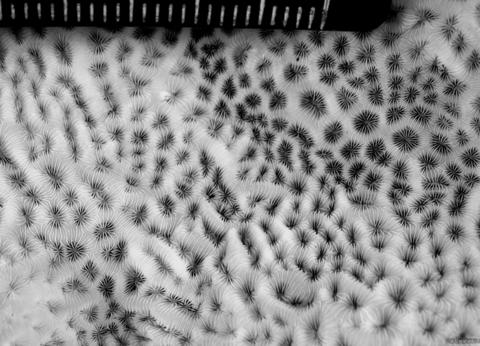
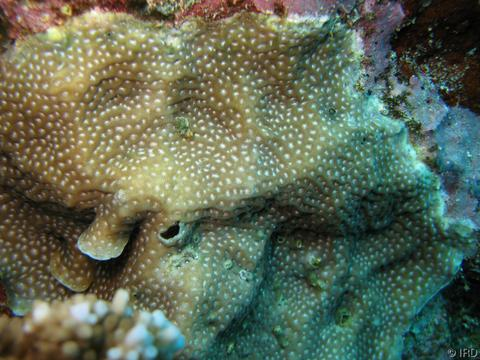